# Myoxocephalus aenaeus
Myoxocephalus aenaeus és una espècie de peix pertanyent a la família dels còtids.

## Descripció
- Fa 18 cm de llargària màxima.[3][4]

## Alimentació
Menja crustacis, mol·luscs, eriçons de mar i peixos (com ara, anguiles i d'altres).

## Hàbitat
És un peix marí, demersal i de clima temperat (52°N-38°N) que viu fins als 357 m de fondària.

## Distribució geogràfica
Es troba a Nord-amèrica: des del Golf de Sant Llorenç (el Canadà) fins a Nova Jersey (els Estats Units).

## Observacions
És inofensiu per als humans.